# کنو هولم
کنو هولم (دانمارکی: Knud Holm; ۲ ژانویهٔ ۱۸۸۷ – ۲۸ مهٔ ۱۹۷۲) ژیمناست هنری اهل دانمارک بود.